# 曾燦燈
曾燦燈（1953年2月2日－），台灣南投縣人，曾代表台灣團結聯盟任職中華民國立法委員。前任高苑科技大學校長。

## 學歷
- 美國北科羅拉多州立大學教育行政管理博士。
- 國立台灣師範大學教育研究所博士班。
- 國立台灣師範大學教育研究所碩士。
- 國立台灣師範大學教育系學士。

## 經歷
- 高苑科技大學校長
- 國立台南大學教育經營與管理研究所教授所長
- 國立成功大學企管研究所高階企管碩士EMBA兼任教授
- 國立高雄師範大學教育系兼任教授
- 長榮大學經營管理研究所兼任教授
- 中華民國生命線全國總會副秘書長
- 教育部發展與改進師範教育五年教育計劃起草
- 教育部各級教育評鑑委員
- 港都有線電視《港都焦點》節目主持人

## 外部連結
- 立法院 （页面存档备份，存于）

## 語錄
- 阿扁（陳水扁）說要追求獨立，請問阿扁現在是哪一國總統？（2007年3月4日，諷刺陳水扁提出的「四要一沒有」中的「台灣要獨立」。）